# Desa Torjek
Desa Torjek är en administrativ by i Indonesien.   Den ligger i provinsen Jawa Timur, i den västra delen av landet, 1 000 km öster om huvudstaden Jakarta. Desa Torjek ligger på ön Pulau Kangean.